# MacOS Ventura
macOS Ventura, Versionsnummer 13, ist die 19. Hauptversion von Apples macOS. Es wurde am 6. Juni 2022 auf der WWDC 2022 vorgestellt und am 24. Oktober 2022 veröffentlicht. Benannt ist das Betriebssystem nach der Region Ventura County im US-Bundesstaat Kalifornien.

## Neuerungen
Eine der größten Neuerungen ist Stage Manager, das gleichzeitig in iPadOS 16 neu verfügbar war. Es dient der Organisation von Fenstern. Damit kann man ein gewünschtes Fenster auswählen, um es zu zentrieren, und andere Fenster am Bildschirmrand gruppiert minimieren. Die Anordnung der Fenster erfolgt mit einer Animation.
Die Desktopsuche Spotlight kann nun auch eine Vorschau (Quick Look) zu Dateien anzeigen, wie sie bisher nur im Finder verfügbar war.
In Apple Mail kann das Versenden einer E-Mail kurze Zeit danach noch rückgängig gemacht werden, und E-Mails können zu bestimmten Uhrzeiten geplant versendet werden.
Im Webbrowser Safari lassen sich Tabs mit anderen Nutzern teilen, um damit zusammenzuarbeiten.
Daneben gibt es Neuerungen bei der Metal-Schnittstelle, und ein iPhone kann als Webcam an einem Mac eingesetzt werden. Weiterhin wurde die App „Einstellungen“ grundlegend überarbeitet und optisch deutlich an die Einstellungen unter iOS und iPadOS angeglichen.
Neu ist die App Uhr, die auch eine Darstellung für mehrere Zeitzonen, einen Timer und einen Wecker enthält. Seit Version 13.1 ist zudem die App Freeform hinzugekommen, die ein kollaboratives Whiteboard bietet, das auch auf dem iPhone und auf dem iPad verfügbar ist.

## Hardwarevoraussetzungen
Laut Hersteller kann macOS Ventura auf folgenden Geräten installiert werden:
- iMac 2017 und neuer,
- iMac Pro 2017,
- Mac mini 2018 und neuer,
- Mac Pro 2019 und neuer,
- Mac Studio 2022 und neuer,
- MacBook (Retina) 2017,
- MacBook Air 2018 und neuer und
- MacBook Pro 2017 und neuer.

Mittels OpenCore Legacy Patcher auch auf älteren Modellen (z. B. macMini 2012) bei Nutzung einer SSD installier- und nutzbar.

## Versionsgeschichte
| macOS-Version                        | Build      | Darwin-Version | Erscheinungsdatum  | Anmerkung |
| ------------------------------------ | ---------- | -------------- | ------------------ | --- |
| 13.0                                 | 22A380     | 22.1.0         | 24. Oktober 2022   | Erste Veröffentlichung, 132 Sicherheitsprobleme (CVE) behoben.                                                                             |
| 13.0.1                               | 22A400     | 22.1.0         | 9. November 2022   | Zwei Sicherheitsprobleme (CVE) behoben. |
| 13.1                                 | 22C65      | 22.2.0         | 13. Dezember 2022  | 38 Sicherheitsprobleme (CVE) behoben. |
| 13.2                                 | 22D49      | 22.3.0         | 23. Januar 2023    | 26 Sicherheitsprobleme (CVE) behoben. |
| 13.2.1                               | 22D68      | 22.3.0         | 13. Februar 2023   | Drei Sicherheitsprobleme (CVE) behoben. |
| 13.3                                 | 22E252     | 22.4.0         | 27. März 2023      | 58 Sicherheitsprobleme (CVE) behoben. |
| 13.3.1                               | 22E261     | 22.4.0         | 7. April 2023      | Ein Sicherheitsproblem, dass eine App beliebigen Code mit Kernel-Rechten ausführen könnte, und weitere Sicherheitsprobleme wurden behoben. |
| 13.4                                 | 22F66      | 22.5.0         | 18. Mai 2023       | 51 Sicherheitsprobleme (CVE) behoben. |
| 13.4.1                               | 22F82      | 22.5.0         | 21. Juni 2023      | Zwei Sicherheitsprobleme (CVE) behoben. |
| 13.4.1 (a)                           | 22E772610a | 22.5.0         | 10. Juli 2023      | Schnelle Sicherheitsmaßnahme mit einer Korrektur für die Sicherheitslücke CVE-2023-37450.                                                  |
| 13.4.1 (c)                           | 22F770820d | 22.5.0         | 13. Juli 2023      | Schnelle Sicherheitsmaßnahme mit Korrekturen für die Sicherheitslücke CVE-2023-37450 und die Sicherheitsmaßnahme 13.4.1 (a).               |
| 13.5                                 | 22G74      | 22.6.0         | 24. Juli 2023      | 42 Sicherheitsprobleme (CVEs) behoben. |
| 13.5.1                               | 22G90      | 22.6.0         | 17. August 2023    | Das Update behebt ein Problem in den Systemeinstellungen, das die Anzeige von Standortberechtigungen verhindert.                           |
| 13.5.2                               | 22G91      | 22.6.0         | 7. September 2023  | Das Update behebt einen Buffer-Overflow in ImageIO (CVE-2023-41064).                                                                       |
| 13.6                                 | 22G120     | 22.6.0         | 21. September 2023 | Es wurden mehr als zwei Sicherheitsprobleme (CVE) behoben.                                                                                 |
| 13.6.1                               | 22G313     | 22.6.0         | 25. Oktober 2023   | Es wurden 15 Sicherheitsprobleme (CVE) behoben.                                                                                            |
| 13.6.2                               | 22G320     | 22.6.0         | 7. November 2023   | Für dieses Update wurden keine Informationen veröffentlicht. Verfügbar nur für MacBook Pro seit 2021 und iMac 2023.                        |
| 13.6.5                               | 22G621     | 22.6.0         | 7. März 2024       | Es wurden 28 Sicherheitsprobleme (CVE) behoben.                                                                                            |
| 13.6.6                               | 22G630     | 22.6.0         | 25. März 2024      | Es wurden mindestens zwei Sicherheitsprobleme (CVE) behoben.                                                                               |
| 13.6.7                               | 22G720     | 22.6.0         | 13. Mai 2024       | Es wurden mindestens drei Sicherheitsprobleme (CVE) behoben.                                                                               |
| 13.6.8                               | 22G820     | 22.6.0         | 29. Juli 2024      | Es wurden 36 Sicherheitsprobleme (CVE) behoben.                                                                                            |
| 13.6.9                               | 22G830     | 22.6.0         | 7. August 2024     | Für dieses Update wurden keine Details veröffentlicht.                                                                                     |
| 13.7                                 | 22G123     | 22.6.0         | 16. September 2024 | Es wurden 30 Sicherheitsprobleme (CVE) behoben.                                                                                            |
| 13.7.1                               | 22H221     | 22.6.0         | 28. Oktober 2024   | Es wurden 43 Sicherheitsprobleme (CVE) behoben.                                                                                            |
| 13.7.2                               | 22H313     | 22.6.0         | 11. Dezember 2024  | Es wurden 33 Sicherheitsprobleme (CVE) behoben.                                                                                            |
| 13.7.3                               | 22H417     | 22.6.0         | 27. Januar 2025    | Es wurden 31 Sicherheitsprobleme (CVE) behoben.                                                                                            |
| 13.7.4                               | 22H420     | 22.6.0         | 10. Februar 2025   | Für dieses Update wurden keine CVE-Einträge veröffentlicht.                                                                                |
| 13.7.5                               | 22H527     | 22.6.0         | 31. März 2025      | Es wurden 85 Sicherheitsprobleme (CVE) behoben.                                                                                            |
| 13.7.6                               | 22H625     | 22.6.0         | 12. Mai 2025       | Es wurden 30 Sicherheitslücken geschlossen.                                                                                                |
| 13.7.7                               | 22H722     | 22.6.0         | 29. Juli 2025      | |
| Legende:Alte VersionAktuelle Version |            |                |                    | |